# Iōannīs Plakiōtakīs
Iōannīs Plakiōtakīs (in greco Ιωάννης Πλακιωτάκης?) (Atene, 18 luglio 1968) è un politico greco.

## Biografia
Plakiōtakīs è nato ad Atene e ha studiato ingegneria biochimica all'Università del Galles. Ne ha poi conseguito il master all'Università di Londra e in seguito ne ha conseguito un secondo in amministrazione aziendale alla City University.

## Carriera politica
È membro del partito Nuova Democrazia dal 1987. È stato consigliere comunale di Sitia dal 1990 al 2002. È stato eletto per la prima volta come membro del parlamento ellenico per il collegio di Lasithi nel 2004 e rieletto nelle elezioni successive.
Nell'ottobre 2007 è stato nominato vice ministro del Ministero della Difesa Nazionale. Nel 2015 è stato segretario del gruppo parlamentare Nuova Democrazia.
Il 24 novembre 2015 Vangelīs Meimarakīs ha nominato Plakiōtakīs vicepresidente di Nuova Democrazia. In seguito Meimarakīs si è dimesso rendendo Plakiōtakīs presidente ad interim del partito fino alla conclusione delle elezioni del leader di Nuova Democrazia. L'11 gennaio 2016 ha lasciato la carica a Kyriakos Mītsotakīs vincitore delle elezioni.